# Morpholeria dudai
Morpholeria dudai – gatunek muchówki z rodziny błotniszkowatych i podrodziny Heleomyzinae.
Gatunek ten opisany został w 1924 roku przez Leandera Czernego jako Spanoparea dudai.
Muchówka o ciele długości od 4 do 5 mm. Czułki mają trzeci człon zaokrąglony, a aristę o długości mniejszej niż wysokość głowy. W chetotaksji tułowia występuje jedna para szczecinek śródplecowych leżąca przed szwem poprzecznym oraz jedna para szczecinek sternopleuralnych. Przedpiersie jest nagie. Kolce na żyłce kostalnej skrzydła są dłuższe niż owłosienie. W narządach rozrodczych samców edyty nie są dwupłatowe. U samic przysadki odwłokowe są owłosione, pozbawione szczecin.
Owad znany z Wielkiej Brytanii, Szwecji, Finlandii, Szwajcarii, Włoch, Polski, Czech, Słowacji, Węgier, Rumunii, Mongolii i Rosji aż po Sajany.